# Al Wilson
Pour les articles homonymes, voir Wilson et Al Wilson (homonymie).
College Football Hall of Fame 2021
(en) Statistiques sur pro-football-reference
 Al Wilson est un joueur américain de football américain, né le 21 juin 1977 à Jackson dans le Tennessee, qui évoluait au poste de linebacker.

## Biographie

### Carrière universitaire
Il effectua sa carrière universitaire avec les Tennessee Volunteers.

### Carrière professionnelle
Il a été drafté au 1er tour (31e choix) par les Denver Broncos en 1999.
Wilson a disputé 145 matchs de NFL.

## Palmarès
- Vainqueur du championnat NCAA en 1998 avec Tennessee
- Pro Bowl : 2002, 2003, 2005